# Asian Test Championship 1999
L'Asian Test Championship 1999 fu un torneo internazionale di Test cricket disputato dal 14 febbraio al 17 marzo 1999. Fu organizzato dall'Asian Cricket Council e vide la partecipazione dell'India, Pakistan e Sri Lanka.
La vittoria finale andò alla selezione pakistana che sconfisse quella singalese.

## Formula
Il torneo prevedeva una prima fase organizzata in un solo girone comprendente le tre squadre con partite di sola andata, le prime due squadre di questo girone si qualificavano per la finale. Con questo sistema ogni squadra avrebbe giocato due partite, una in casa e una in trasferta, mentre si decise di far giocare la finale in campo neutro e la scelta cadde su Dacca, in Bangladesh.

## Punteggi
Ogni squadra prendeva per ogni partita un punteggio che dipendeva da due fattori:
- Il primo fattore era ovviamente il risultato della partita stessa, per cui il punteggio era distribuito secondo quanto segue:

| Risultato      | Punti |
| -------------- | ----- |
| Vittoria       | 12    |
| Tie            | 6     |
| Draw/Sconfitta | 0     |

- Il secondo fattore era il numero di runs segnate e wickets abbattuti che la squadra era riuscita ad ottenere nei primi 100 overs del loro primo Innings indipendentemente dal risultato.

| Runs                                           | Bonus | Wickets | Bonus |
| ---------------------------------------------- | ----- | ------- | ----- |
| 350+                                           | 4     | 9-10    | 4     |
| 300-349                                        | 3     | 7-8     | 3     |
| 225-299                                        | 2     | 5-6     | 2     |
| 150-224                                        | 1     | 3-4     | 1     |
| 1Relativi ai primi 100 overs del primo Innings |       |         |       |

Il sistema di punteggio bonus era molto importante perché in caso di draw della finale sarebbe stata dichiarata vincitrice la squadra con il maggior numero di punti bonus.

## Torneo

### Round-Robin
| Data                | Luogo                                           |          |           | Risultato            |
| ------------------- | ----------------------------------------------- | -------- | --------- | -------------------- |
| 6-10 febbraio 1999  | Eden Gardens Calcutta, India                    | Pakistan | India     | PAK vince di 46 runs |
| 24-28 febbraio 1999 | Sinhalese Sports Club Ground Colombo, Sri Lanka | India    | Sri Lanka | DRAW                 |
| 4-8 marzo 1999      | Gaddafi Stadium Lahore, Pakistan                | Pakistan | Sri Lanka | DRAW                 |

### Classifica
| Squadra   | Pld | Vinte | Perse | Draw | Bonus battuta | Bonus lancio | Punti |
| --------- | --- | ----- | ----- | ---- | ------------- | ------------ | ----- |
| Pakistan  | 2   | 1     | 0     | 1    | 5             | 8            | 25    |
| Sri Lanka | 2   | 0     | 0     | 2    | 6             | 5            | 11    |
| India     | 2   | 0     | 1     | 1    | 5             | 5            | 10    |

### Finale
| Data             | Luogo                                          |           |          | Risultato                          |
| ---------------- | ---------------------------------------------- | --------- | -------- | ---------------------------------- |
| 12-16 marzo 1999 | Bangabandhu National Stadium Dacca, Bangladesh | Sri Lanka | Pakistan | PAK vince di un Innings e 175 runs |